# Apple Watch
Apple Watch — розумний годинник, створений корпорацією Apple. Він поєднує у собі фітнес-трекер та різноманітні функції для стеження за здоров'ям, що інтегруються з iOS та іншими продуктами і сервісами Apple. Для його повноцінної роботи потрібен смартфон сімейства iPhone 5 або більш пізньої модифікації, зокрема для здійснення дзвінків і надсилання текстових повідомлень. Наявність модуля Wi-Fi дозволяє розумному годиннику виконувати певні обмежені функції без прив'язки до iPhone.
Apple Watch (так звані series 0) з'явилися у продажу 24 квітня 2015 року і швидко набули популярності.
Apple Watch series 1 та Apple Watch series 2 були представлені у вересні 2016.
Apple Watch Series 3 були представлені 22 вересня 2017 року. 
Apple Watch series 4 були презентовані 12 вересня 2018 року. Основними змінами у 4-му поколінні стали збільшення розміру циферблату годинника, а також активного дисплею за рахунок зменшення його країв до мінімуму. Також у значним нововведенням стала здатність нового Apple Watch робити електрокардіограму користувача.
20 вересня 2019 року вийшли Apple Watch series 5. Основною зміною у них виступає функція «завжди ввімкнений екран» (Always on display), що дозволяє годинникам в очікуючому режимі знижувати частоту оновлення екрану, знижуючи споживання енергії залишаючи при цьому ввімкненим екран.
18 вересня 2020 року виходять Apple Watch series 6 та Apple Watch SE. Нововведенням у 6 поколінні годинників став пульсоксиметр, що дозволяє користувачеві проводити вимір сатурації (насиченості кисню у крові). Версія SE являє собою бюджетну версію 5 покоління без функції завжди ввімкненого екрану.
15 жовтня 2021 року виходять Apple Watch series 7. Основними змінами були збільшення його екрану й зменшення розмірів рамок та підвищена швидкість зарядки (при використанні нового кабелю та 20вт зарядного пристрою)

## Характеристика

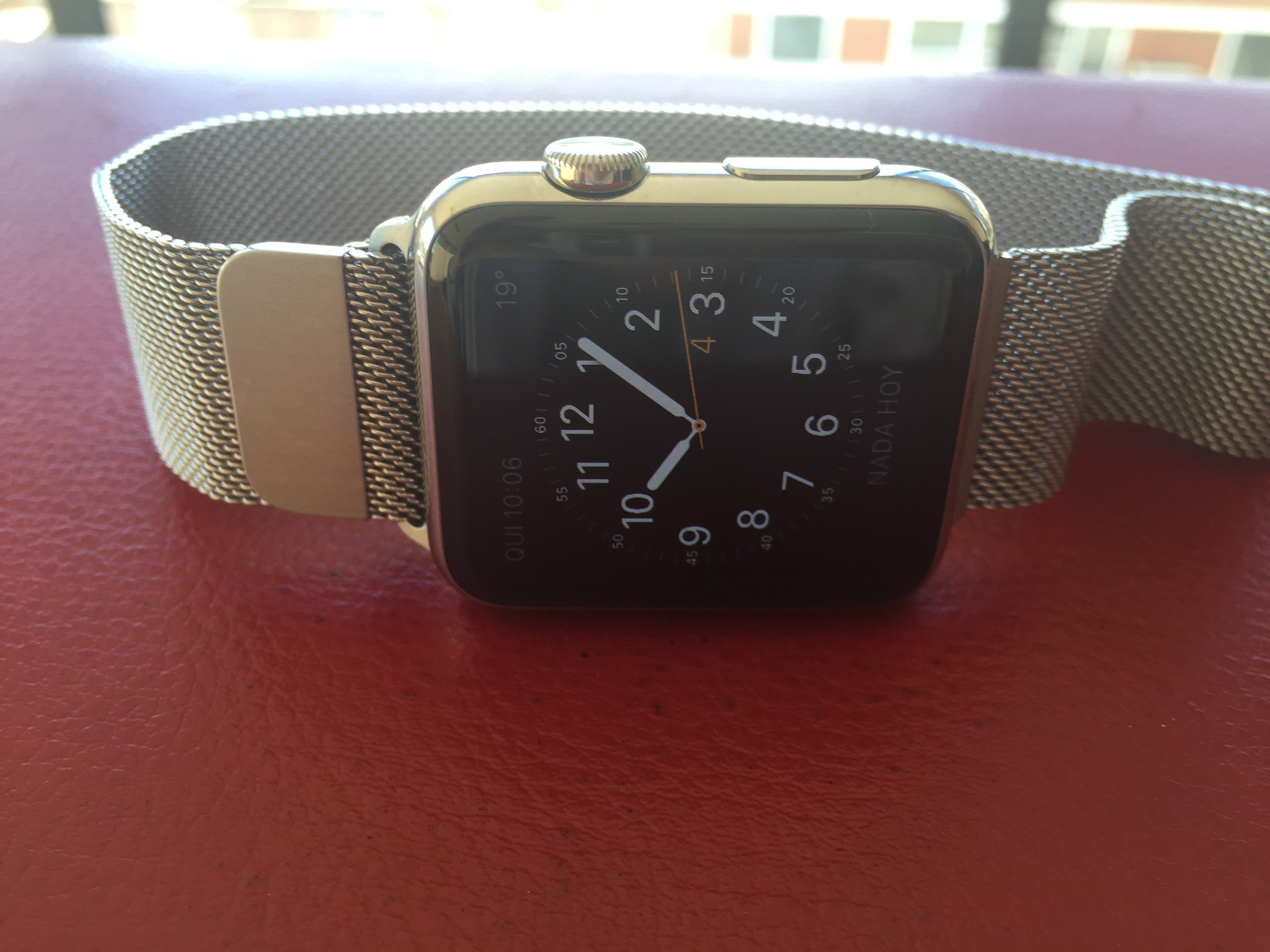
Apple Watch

Apple Watch працюють на операційній системі Watch OS. Годинники мають поворотне коліщатко для прокрутки або збільшення. Натискання на нього дозволяє повернутися до домашнього екрану. Дисплей має розмір 40х40 або 44×44 мм, і здатний розрізняти натискання і дотик. Апарат не має роз'ємів, підзарядка батареї відбувається за допомогою індуктивного адаптера з магнітною фіксацією. На нижній стороні годинників можуть бути розташовані світлодіоди і фотодіоди для вимірювання пульсу. Також є в наявності інтерфейс NFC, який дозволить робити безконтактну оплату через систему Apple Pay.
Девайс доступний у трьох «колекціях»: Apple Watch Sport, Apple Watch та Apple Watch Edition (виконаний із жовтого і рожевого золота).

## Продажі
Годинник був презентований 9 вересня 2014 року. У продаж надійшли 24 квітня 2015 року у 9 країнах (США, Канада, Велика Британія, Австралія, Франція, Німеччина, Гонконг, Китай, Японія). Але до 18 червня 2015 року годинники не були доступні у роздрібній торгівлі в магазинах, їх можна було замовити тільки за попереднім замовленням, зробленим через інтернет-магазин. Ціна становить від 349 дол. США.